# Меркадо, Луис
Луис Меркадо (исп. Luis Mercado) (1525—1606) — испанский медик эпохи Возрождения, гинеколог и эпидемиолог, профессор в Университете Толедо. Врач короля Филиппа II. Пионер гинекологии и акушерства (так как опыт Античности был забыт к тому времени). Составил первое в Западной Европе подробное руководство «О женских болезнях», где, помимо изложения бытовавших в то время представлений о гинекологии, предложил свои теории, касающиеся менструаций.

## Сочинения
- De mulierum affectionibus, 1579